# Biophytum myriophyllum
Biophytum myriophyllum är en harsyreväxtart som först beskrevs av Karl August Otto Hoffmann, och fick sitt nu gällande namn av Paul Erich Otto Wilhelm Knuth. Biophytum myriophyllum ingår i släktet Biophytum och familjen harsyreväxter. Inga underarter finns listade i Catalogue of Life.